# St. Cuthbert's Mission
St. Cuthbert's Mission (Lokono: Pakuri) is een inheems dorp van het Lokonovolk in de regio Demerara-Mahaica van Guyana. Het ligt ongeveer 42 km ten zuidoosten van Georgetown aan de Mahaicarivier. Het wordt door de Lokono beschouwd als "culturele hoofdstad".

## Geschiedenis
Het dorp was op het einde van de 19e eeuw gesticht door de Lokono en Pakuri genoemd naar de Platonia-bomen die veelvuldig in het gebied voorkomen. De naam werd gewijzigd in St. Cuthbert's Mission door de Anglicaanse missionaris die op 20 maart 1889, de dag van Cuthbertus, in het dorp aankwam, en een missie stichtte. In 1988 werd door George Simon de Lokono Artists Group opgericht, en heeft het dorp meerdere bekende kunstenaars voortgebracht. In 2002 werd een permanent expositiecentrum in het dorp geopend.

## Overzicht
St. Cuthbert's Mission kan worden bereikt via een zandweg die aansluit op de hoofdweg tussen Georgetown en Linden, of met de boot via de Mahaica. Het dorp heeft een middelbare school en een kliniek. De economie is voornamelijk gebaseerd op landbouw en bosbouw. St. Cuthbert's Mission heeft de beschikking over een gebied van 622 km2. Ongeveer een kwart van het gebied bevindt zich in regio 5 (Mahaica-Berbice), maar administratief wordt het dorp tot regio 4 (Demerara-Mahaica) gerekend. Het is omringd door een savanne en struikgewasgebied. Het dorp heeft een traditioneel dorpsbestuur. In 2021 was Timothy Andrews de Toshao (dorpshoofd).

## Geboren in St. Cuthbert's Mission
- Shakira Caine (1947), actrice en model[9]
- Lenox Shuman (1973), politicus[10]
- George Simon (1947-2020), beeldend kunstenaar en archeoloog

Beterverwagting · Buxton · Georgetown · Paradise · Providence · Soesdyke · St. Cuthbert's Mission · Timehri · Triumph · Victoria